# Nagyajtósi István
Nagyajtósi István, született Krcselics (Nagybecskerek, 1908. augusztus 1. – Csongrád, 1989. november 21.) a szentesi gimnázium magyar-francia szakos középiskolai tanára, francia nyelvkönyvek szerzője. Kimagasló nyelvoktatói munkájának elismeréseként a Francia Köztársaságtól 1981-ben megkapta az Akadémiai Pálmák Érdemrend legmagasabb fokozatát.

## Származása, pályakezdése
A soknemzetiségű vajdasági településen, Nagybecskereken született. Édesapja, a szerb nemzetiségű Krcselics Miklós után születésekor a Krcselics István nevet kapta. Édesanyja Greskovits Ilona magyar nemzetiségű volt. Gyermekkorában szerbül, magyarul, németül és franciául tanult. Az első világháború idején Budapestre költözött családjával. A Werbőczy Gimnáziumban érettségizett 1926-ban, majd a Pázmány Péter Tudományegyetem magyar-francia szakos hallgatója lett. 1931-ben szerzett oklevelet. A nagy gazdasági válság idején alkalmi munkákból élt, míg 1933-ban a szentesi reálgimnázium elfogadta pályázatát.
Szentesre még Krcselics Istvánként érkezett, de 1934-ben magyarosította nevét. Eleinte „óraadó helyettes tanár”, ami a legalacsonyabb bérezési és szakmai kategóriát jelentette. Szinte bármilyen tantárgy tanítását köteles volt elvállalni: a francia társalgási órák mellett tanított természettant, földrajzot, németet, később történelmet, sőt éneket is. 1937-től feljebb lépett a ranglétrán: „helyettes tanár”-rá nevezték ki, ettől fogva már szaktárgyait taníthatta teljes óraszámban. 1938-tól „rendes tanár”. 1942-ben olasz nyelvi képzésben vett részt és néhány évig olasz nyelvet is oktatott. Mindeközben az ifjúsági könyvtárat, majd a tanári könyvtárat is vezette. Szorosan vett szaktárgyi oktatói tevékenységén kívül kitűnt az iskolai és iskolán kívüli ünnepi és egyéb rendezvényeken elmondott színvonalas beszédeivel is.

## A katedrán
A tanítványi visszaemlékezés és a kollégák elbeszélése alapján Nagyajtósi Istvánt a humanitás, a kellő szigor, a rendkívüli tárgyi tudás és a kiváló előadói készség jellemezte. Irodalom óráira évtizedekkel később is szívesen emlékeznek egykori diákjai. Közéjük tartozik Lengyel István történész, egyetemi tanár:
Felolvasásai, szövegértelmezései, különösen pedig a versmagyarázatai egyenesen lebilincselőek voltak. … Felolvasott egy szövegrészt vagy verset, s utána elkezdte nekünk magyarázni, hogy miért szép és miért éppen így szép. Megkérdezte: lehetett volna-e ezt másként is megírni? És rávezetett bennünket, hogy akkor egészen más lett volna az egésznek az értelme. Ez nemcsak új, de lenyűgöző is volt számunkra.
Igazán a francia oktatásban végzett munkája révén vált híressé: sok kiadást megért francia nyelvkönyvek szerzője volt és nevéhez fűződik Szentesen a franciatanítás máig is élő új szervezeti formájának megalkotása: a francia tagozaté, amely a franciatanárok, egyetemi oktatók egész sorát indította el pályájukon. Czine Mihály irodalomtörténész, egyetemi tanár mondta róla egy francia-magyar nyelvű rádióműsor bevezetőjében, hogy voltak évek, amikor az ELTE francia tanszékének oktatói és hallgatói javarészt Nagyajtósi tanítványai közül kerültek ki.
A szentesi Horváth Mihály Gimnázium francia nyelvoktatásának magas színvonala és Nagyajtósi István pedagógiai tevékenysége felkeltette a francia nagykövetség figyelmét is. Ennek eredményeként 1981 márciusában megkapta a Francia Köztársaság Nemzeti Érdemrendjének  egyik rendjelét, az Akadémiai Pálmák Érdemrend legmagasabb, lovagi fokozatát. Az elismerésül szolgáló dokumentumot a Francia Köztársaság nevében Laurent Deshusses, a francia nagykövetség tanácsosa adta át.
Pedagógusi egyéniségét egy szakfelügyelői megjegyzés hűen fejezi ki:
Ama ritka emberek közé tartozik, akinek az az ambíciója, hogy tanár legyen.”

## Művelődéstörténeti tevékenysége
Lokálpatriótaként szívós alapossággal kutatta, és számos írásában, előadásaiban ismertette Szentes irodalom- és művelődéstörténeti vonatkozásait. Mint a Magyar Irodalomtörténeti Társaság tagja publikációit is főként ezekben a témákban jelentette meg. Írásait közölte a Szentesi Élet c. helyi lap, a Csongrád megyei Hírlap, valamint a gimnázium évkönyvei. Ezen munkáiból válogatást közöl a 2008-ban Mészáros Júlia szerkesztésében kiadott „Nagyajtósi István” c. kötet.

## Költészete
Kevesen tudták, hogy élete során verseket is írt. Néhány versét az Új Ember c. katolikus hetilap közölte Márk István névvel. Halála után volt kolléganője, Bácskai Mihályné gyűjtötte csokorba a tanár úr verseit, s adta ki „Hess öregúr! Nagyajtósi István versei” címen. A szerkesztő a bevezetőben így ír:
Fel kell tennünk a kérdést: Nagyajtósi István csak azért verselhetett, mert tudta, hogy milyen a művészi versforma, ismerte a ritmusképleteket, rímfajtákat? Hivatkozhatnánk arra, hogy amikor a Vigília megjelentette Márk István verseit, akkor közismerten igényes szerkesztők kezén jutott át a kézirat. Nem kell azonban érvekkel felvértezett kritikusnak lenni ahhoz, hogy felfigyeljünk a költői véna félreismerhetetlen jeleire.
Könnyed eleganciával tudott bánni a szavakkal és formákkal. Költeményeiben megtalálhatóak a rövid, bölcselkedő gondolatok, emberi, családi kapcsolatokról szóló emlékek és a természeti táj szépségét bemutató hangulatos versek. Az 1990-ben megjelent versgyűjteményén kívül a Szentes irodalmi emlékei c. kötetben is olvashatóak válogatott költeményei.

## Tagságai
1942-től a szentesi katolikus egyházközség képviselőtestületének tagja, a szentesi Vöröskereszt Egyesület titkára. 1955-től a TIT szentesi szervezetének tagja, 1957-től a Magyar Irodalomtörténeti Társaság tagja.

## Kitüntetései
- Oktatásügy Kiváló Dolgozója (1955)
- Szentes Város Fejlesztéséért emlékérem (1969)[26]
- Kiváló Munkáért (1978)
- TIT Aranyoklevél (1978, 1982)
- Akadémiai Pálmák Érdemrend  (1981)
- TIT Jubileumi oklevél (1985)[27]

## Emlékezete

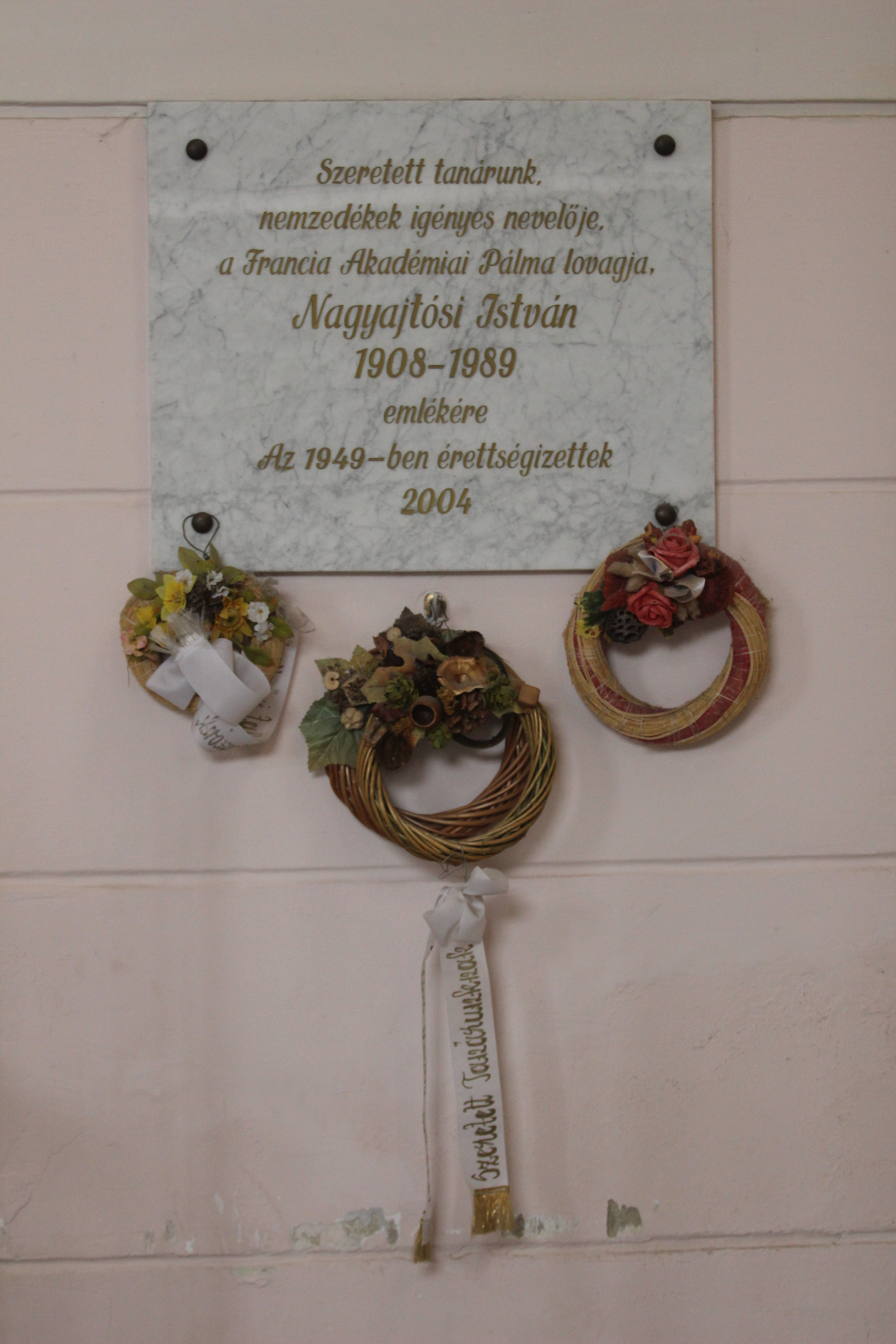
Nagyajtósi István (1908-1989) emléktáblája a gimnáziumban

2004-ben az 1949-ben érettségizett diákjai emléktáblát helyeztek el tiszteletére a Horváth Mihály Gimnázium folyosóján.
Az evangélikus temetőben díszes családi sírhelye található.

## Tankönyvei
- Francia nyelvkönyv a gimnáziumok I. osztálya számára (Gergely Mihállyal) Budapest, Tankönyvkiadó, 1966. (9 kiadást ért meg)
- Francia nyelvkönyv a gimnáziumok II. osztálya számára. Budapest, Tankönyvkiadó, 1967. (6 kiadást ért meg)

## Verseskötete
- Hess, öregúr! Nagyajtósi István versei. Szerk.: Bácskai Mihályné. Szentes, 1990.

## Kulturális témájú írásaiból
- Magyar írók szentesi kapcsolatai. Csongrád megyei Hírlap 1958. jún. 22. (megjelent: Nagyajtósi István (1908 – 1989) Szerk.: Mészáros Júlia. Szentes, 2008.)
- Nagy emlékek egy kis utcában. Megszólal a történelem. Szentesi Élet 1968. máj. (e-Könyvtár Szentes)
- Emlékezés 1944 március 20-ra. Krónika – A szentesi Horváth Mihály Gimnázium életéből 1975/76 – 1983/84. Szentes, 1984.
- Dr. Soltész Gyula. 1884-1959. A Horváth Mihály Gimnázium Évkönyve 1949/50 – 1969/70. Szerk.: Gidófalvy György. Szentes, 1971.
- A numerus vagy ritmus kérdése Arany Vojtina-levelelben. A szentesi Horváth Mihály Gimnázium Évkönyve. 1949/50 – 1969/70. Szerk.: Gidófalvy György. Szentes, 1971.
- Műemlékek, nevezetes épületek. A Szent-Anna templom. Szentesi Élet 1972. jan.
- Műemlékek, nevezetes épületek. Horváth Mihály Gimnázium. Szentesi Élet 1972. febr.
- Városunk nagy fia. Szentesi élet 1973. dec. (Tóth József színészről)
- Szentes a magyar szépirodalomban. Szentesi tanulmányok. Az 1975. évi honismereti napok előadásai. 53-56. o. Szeged, Somogyi Kvt., 1977.
- Dr. Vass István emlékezete. Szentesi Élet 1979. febr.
- Szentes kulturális élete, 1849-1918. Szentes, 1986. (kézirat a Szentes Városi Könyvtárnak dedikálva – e-könyvtár Szentes)

## Róla szóló irodalom
- Magyar László: Szentesi arcképek. Nagyajtósi István. Szentesi Élet, 1973. aug. 4. o. (e-Könyvtár Szentes)
- Magas francia kitüntetés. Egy életmű elismerése. Csongrád megyei Hírlap 1981. márc. 29.
- Bácskai Mihályné: Nyolcvan éves a „Nagy Monsieur”. Egy különös lovag 55 szentesi éve. Csongrád megyei Hírlap 1988. júl. 28.
- Bácskai Mihály: Egyszer el kell válnunk, engedve csöndesen. Nagyajtósi István halálára. Szentesi Élet 1990. jan. 6. o. (megjelent még: Hess, öregúr! Nagyajtósi István versei. Szentes, 1990.; A szentesi Horváth Mihály Gimnázium évkönyve, 1984-1990. – In memoriam: Nagyajtósi István címmel)
- Nagyajtósi István. In: Szentes helyismereti kézikönyve. (Szerk: Kis-Rácz Antalné, Labádi Lajos, Vörös Gabriella) Szentes, 2000.
- Fenyvesi István: A francia akadémiai pálma lovagja. Módszertani Közlemények. Szeged, 2007. 5. sz. (megjelent még: Nagyajtósi István (1908-1989). Szerk.: Mészáros Júlia. Szentes, 2008.; Fenyvesi István: Időséta: Szentes – Szeged – szlávok. I. kötet. Szeged, Bába K., 2011.) 224-231. o.
- Nagyajtósi István (1908 – 1989). Szerk.: Mészáros Júlia. Szentes, 2008.